# Marie-Claire Schuller
Marie-Claire Schuller (* 7. August 1992) ist eine deutsche Schauspielerin.

## Leben
Marie-Claire Schuller feierte ihr Debüt bereits mit neun Jahren in der TV-Komödie Dich schickt der Himmel. 2002 hatte Schuller einen Kurzauftritt in der Kino Komödie 666 – Traue keinem, mit dem Du schläfst! (neben Jan Josef Liefers und Armin Rohde). Seit 2010 spielte Marie-Claire Schuller die Rolle der Dana Vogel in der TV-Serie Ein Haus voller Töchter. Die Serie ist eine Produktion des deutschen Spartenprogramm Das Vierte. Von Juni 2012 bis September 2013 spielt sie die Hauptrolle „Charlie Keller“ in der BR-Serie Dahoam is Dahoam.

## Filmografie
- 2001: Dich schickt der Himmel
- 2002: 666 – Traue keinem, mit dem Du schläfst!
- 2010: Ein Haus voller Töchter (Fernsehserie)
- 2012–2013: Dahoam is Dahoam (TV-Serie)